# محفظة العملة المعماة
محفظة العملة المعماة هي جهاز أو وسيط مادي أو برنامج أو خدمة، يخزّن المفاتيح العامة أو الخاصة أو كليهما من أجل تحويلات العملة الرقمية. إلى جانب وظيفة تخزين المفاتيح هذه، توفر المحافظ الرقمية عادة وظيفة تعمية المعلومات أو توقيعها أو الاثنين. التوقيع قد يؤدّي مثلًا إلى تنفيذ عقد ذكي، أو إلى إجراء تحويل بالعملة الرقمية، أو إلى تحديد هوية الموقع أو التوقيع القانوني على مستند.

## التكنولوجيا

### إنشاء المفاتيح الخاصة والعامة
تعمل محفظة العملات الرقمية بعدد عشوائي أو نظري من الأرقام التي تولّد وتستعمل ويعتمد طولها على حجم الخوارزمية في متطلبات تقنية العملة الرقمية. ثم يحوَّل هذا الرقم إلى مفتاح خاص باستعمال متطلبات خوارزمية التعمية في العملة الرقمية. يتولّد المفتاح العام من المفتاح الخاص باستعمال أي متطلَّب خوارزمي مطلوب. يستعمل صاحب المحفظة المفتاح الخاص للوصول إلى عملاته وإرسالها، ويكون المفتاح خاصًّا لصاحبه، أما المفتاح العام فيمكن مشاركته مع أي أحد لاستقبال العملات.
إلى هذه المرحلة لا حاجة إلى حاسوب أو جهاز رقمي، وكل أزواج المفاتيح يمكن توليدها واشتقاقها رياضيًّا على ورقة. لا تعرف سلسلة الكتل، ولا أي أحد، أزواج المفاتيح الخاصة والعامة (المعروفة بالعناوين). تسجّل سلسلة الكتل التحويل للعنوان العام عندما تُرسَل إليه العملات، فيُسجَّل فيها التحويل الذي جرى في هذا العنوان.

### تكرار المفتاح الخاص
إن احتمال تصادم محفظتين بأن يكون لهما مفتاحان خاصّان متطابقان منفيّ بالاحتمال النظري لهذا التطابق، لأن تشابُه مفتاحين خاصّين مولّدين صعب التحقق نظريًّا بسبب مقدار المحافظ الممكنة الذي يبلغ في بعض العملات التعموية أقل من عدد ذرات الكون بقليل، وهو رقم عالٍ يكاد يستحيل معه تكرار المفتاح الخاص، ويصعب معه اختراق أي محفظة.

### عبارات البِذْرة
بالعُرف الحديث تستعمَل عبارات بذرة، تكون من 12 كلمة أو 24 كلمة، والبذرة شكل غير معمّى من المفتاح الخاص يُصاغ من كلمات المعجم فيكون أسهَل للتذكّر من المفتاح المعمَّى. عند الاتصال بالإنترنت، تولَّد محافظ العملات عبارة بذرة باستعمال أرقام عشوائية يُطلَب إلى المستخدم تسجيلها وحفظها، فإذا ضاع وصول المستخدم إلى المحفظة أو تأذّت أو اختُرقت، يمكن استعمال هذه البذرة لاستعادة الوصول إلى المحفظة ومفاتيحها والعملات التي فيها.

### المحافظ
يوجد عدد من التقنيات التي تسمّى محافظ، لحفظ أزواج المفاتيح العامة والخاصّة. تحفظ المحفظة تفاصيل زوج المفاتيح لتتيح التعامل بالعملة الرقمية. لتخزين المفاتيح أو البِذَر عدّة طرائق منها استعمال المحافظ الورقية، وهي كتابة المفاتيح العامة والخاصة والبِذرة على ورقة، ومنها المحافظ العتادية (هاردوير) وهي أجهزة مخصصة لحفظ معلومات المحفظة حفظًا آمنًا، ومنها المحافظ الرقمية على الحاسوب وهي برامج تحفظ معلومات المحفظة، ومنها إبقاء المحفظة في منصّة لتجارة العملات الرقمية، أو حفظ معلومات المحفظة في وسيط رقمي كالملفات النصية.

### مقارنة بين محافظ العملات التعموية ومتصفحات التطبيقات اللامركزية Dapp
تتخصص متصفحات التطبيقات اللامركزية في الحفاظ على الجيل الجديد من التطبيقات اللامركزية. تعتبر هذه المتصفحات متصفحات الويب الثالث وهي بوابة للوصول إلى التطبيقات اللامركزية التي تعمل على تقنية سلسلة الكتل. أي إن متصفحات التطبيقات اللامركزية فيها نظام أكواد خاص يوحد أكواد التطبيقات المختلفة.
تركّز محافظ العملات الرقمية على تجارة الأصول الرقمية وبيعها وشرائها، وقلّما تدعم تطبيقات موجهة، أما المتصفحات فتدعم عدة تطبيقات منها تطبيقات التجارة والألعاب وبيع الأصول غير القابلة للاستبدال وغير ذلك.
قد تشمل مواصفات المتصفحات المختلفة هذه الخصائص أو لا تشملها:
- الدعم الكامل لتقنيات الويب الثاني الحديثة
- نظام نداء الإجراء البعيد لإثيريوم على الشبكة الرئيسة وشبكة الاختبار، المتوافق تمامًا مع تقنية الويب الثالث.
- محفظة إثيريوم (باستعمال العقود الذكية)
- دعم تسمية التطبيقات اللامركزية

## المميزات

### محفظة العملات المشفرة البسيطة
تحتوي محفظة العملات المشفرة البسيطة على أزواج من مفاتيح التشفير العامة والخاصة. يمكن استخدام المفاتيح لتتبع الملكية أو استلام أو إنفاق العملات المشفرة. يسمح المفتاح العام للآخرين بإجراء مدفوعات إلى العنوان المشتق منه، بينما يتيح المفتاح الخاص إنفاق العملة المشفرة من هذا العنوان.

### محفظة الهوية الإلكترونية
تم تصميم بعض المحافظ خصيصًا لتكون متوافقة مع إطار عمل. يعمل الاتحاد الأوروبي على إنشاء إطار عمل الهوية الأوروبية للسيادة الذاتية (ESSIF) المتوافق مع محافظ الهويات الإلكترونية.

### محفظة متعددة التوقيعات
على النقيض من محافظ العملة البسيطة التي تتطلب طرف واحد فقط للتوقيع على الصفقة، المحافظ المتعددة التوقيعات تتطلب عدة أطراف للتوقيع على الصفقة. تم تصميم المحافظ متعددة التوقيع لزيادة الأمان.

### عقد ذكي
في مجال العملات المشفرة، يتم توقيع العقود الذكية رقميًا بنفس الطريقة التي يتم بها توقيع معاملة العملة المشفرة. يتم الاحتفاظ بمفاتيح التوقيع في محفظة للعملات المشفرة.